# Sassatella
Sassatella è una piccola frazione dell'Appennino modenese nel comune di Frassinoro, a 797 metri sul livello del mare..

## Storia
Si ha testimonianza della storia di Sassatella a partire dal 1173, anno del primo giuramento di fedeltà all'autorità del Comune di Modena da parte degli abitanti delle terre dell'Abbazia, dominio di cui Sassatella faceva parte. La storia di Sassatella come quella di molti altri paesi montani, ha però origini molto più remote. A testimonianza di ciò alcuni reperti rinvenuti a Sassatella: due lucerne fittili romane, entrambe con beccuccio a canale e corpo sferico, sulle quali vi erano impressi i seguenti marchi di fabbrica: Communis e Festi, che rappresentano le firme di due produttori cisalpini, attivi tra la metà del I secolo e metà circa del II secolo d.C. e due monete di bronzo romane d'epoca imperiale, l'una di Domiziano l'altra attribuita presumibilmente a Traiano ma mal riconoscibili a causa dell'usura e dell'intensa ossidazione e riconducibili alla seconda metà del primo secolo dopo Cristo. Entrambi i reperti furono consegnati nella seconda metà del secolo scorso al Museo Civico Archeologico di Modena.
Nel Medioevo si ritrova il nome di Sassatella fra le "ville", così venivano chiamate piccole borgate di poche case appartenenti alle Terre della Badia. Un esteso feudo, fino a quel momento dominio utile quale fonte di reddito necessaria, consegnato nel 1077, con un atto di privilegio, da Matilde di Canossa al Monastero di Frassinoro che così ne acquisì anche il dominio temporale. La "villa" di Sassatella faceva parte della corte di Medola, nella media Val Dragone.

## Geografia fisica

### Territorio
Il paesino sorge nella Valle del Dragone ai confini del torrente Dragone. È diviso in borgate tra cui "La Boracchia" e "Montino", abitata da una famiglia residente ed alcuni villeggianti estivi.

### Clima
Il clima è caratterizzato da inverni freddi, piovosi e nevosi , ed estati con un clima non troppo caldo.

## Monumenti e luoghi d'interesse

### Architetture religiose
Chiesa di San Michele Arcangelo 
La Chiesa di San Michele Arcangelo costruita verso la fine del 500 e riedificata nel 1920 in seguito alla distruzione causata da un forte terremoto che colpì le nostre terre. L'edificio è caratterizzato da elementi decorativi, di epoca antica, murati alle pareti. In particolare due architravi che portano impresse rispettivamente il simbolo estense del diamante e la sagoma di un castello in bassorilievo. All'interno della Chiesa di Sassatella si trova una statuetta in alabastro del XIV secolo, rappresentante la Madonna col Bambino.

## Curiosità
È citato in documenti risalenti al Seicento il curioso fenomeno dei fuochi perenni localizzato a Sassatella che in passato alimentò la fantasia degli abitanti di queste terre e dei viaggiatori di passaggio. In realtà le suggestive fiamme che lambivano la terra non erano altro che infiammabili emanazioni di gas metano che scaturivano tra i sassi. Ora l'emissione metanifera insieme a quella gemella di Boccassuolo, è stata guidata nella conduttura che porta al gasometro di Barigazzo, sede di fenomeni analoghi.

## Economia

### Turismo
Rispettivamente a 15 km e 25 km, il territorio offre due stazioni sciistiche: Piane di Mocogno e Sant'Annapelago.